# 淀城
淀城（よどじょう）は、山城国久世郡淀（京都府京都市伏見区淀本町）にあった日本の城。現在は本丸の石垣と堀の一部が残っている。江戸時代には久松松平家、戸田氏、稲葉氏など譜代大名が居城した。

## 概要
淀は「与渡津」（淀の港の意）と呼ばれ、古代には諸国からの貢納物や西日本から都に運ばれる海産物や塩の陸揚げを集積する商業地であった。また、河内国・摂津国方面や大和国方面から山城国・京洛に入る要衝であった。
淀城は、宇治川（旧河道）と木津川（旧河道）の合流点に形成された島之内、現在の京都市伏見区の京阪電気鉄道淀駅の南西に位置する。安土桃山時代、豊臣秀吉が、側室茶々の産所として築かせた淀城は桂川と宇治川（旧河道）の合流点に挟まれた納所、現在の位置より北へ約500メートルの位置にあった。こちらは、鶴松死後に拾丸誕生後養子となっていた豊臣秀次が謀反の疑いを掛けられた際、城主であった木村重茲の連座とともに廃城とされた。
江戸時代に、木幡山にあった徳川氏の伏見城の廃城により、その代わりとして江戸幕府が松平定綱に命じて新たに築かせた。以降は、山城国唯一の大名家の居城として明治に至った。

## 沿革

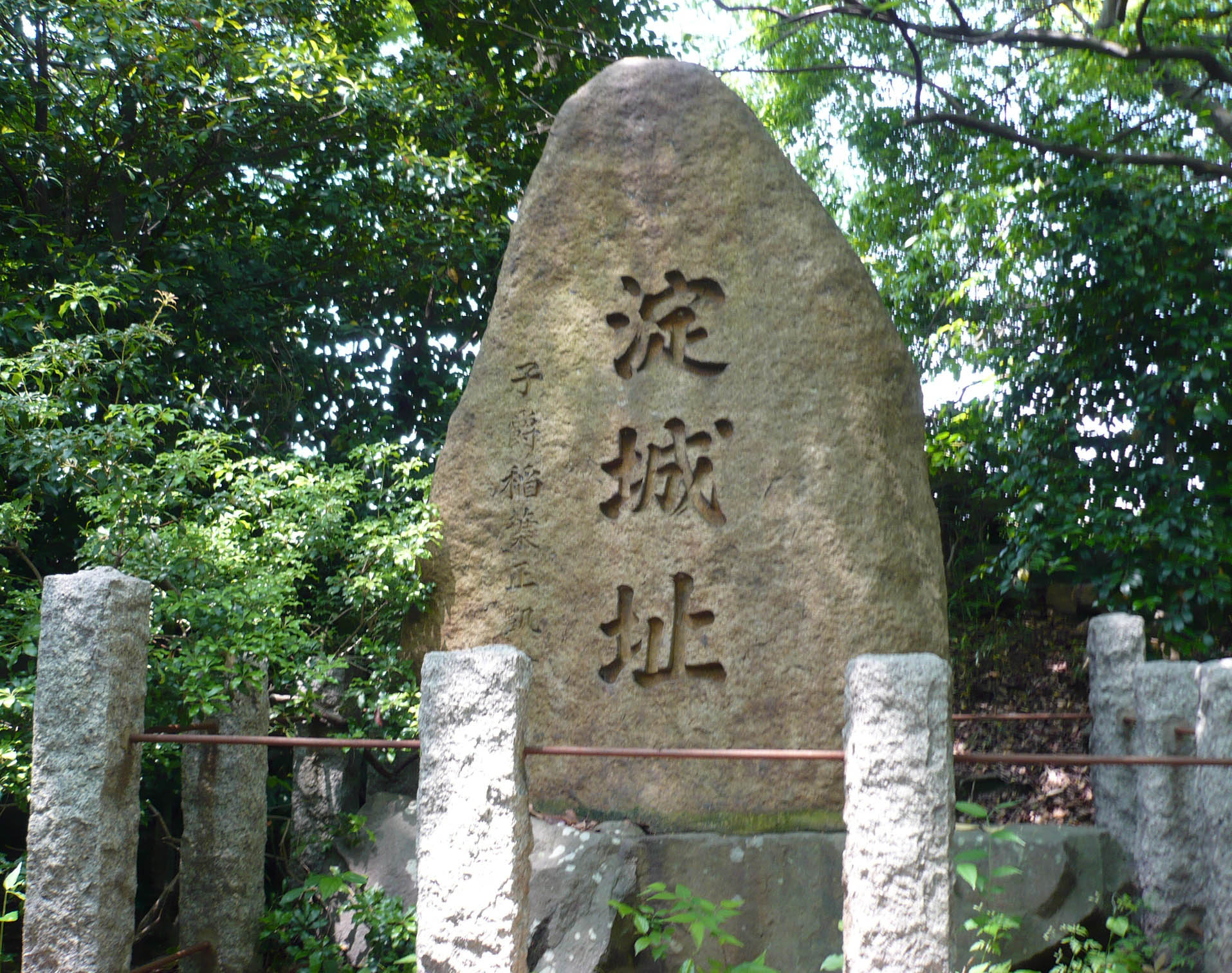
淀城の石碑

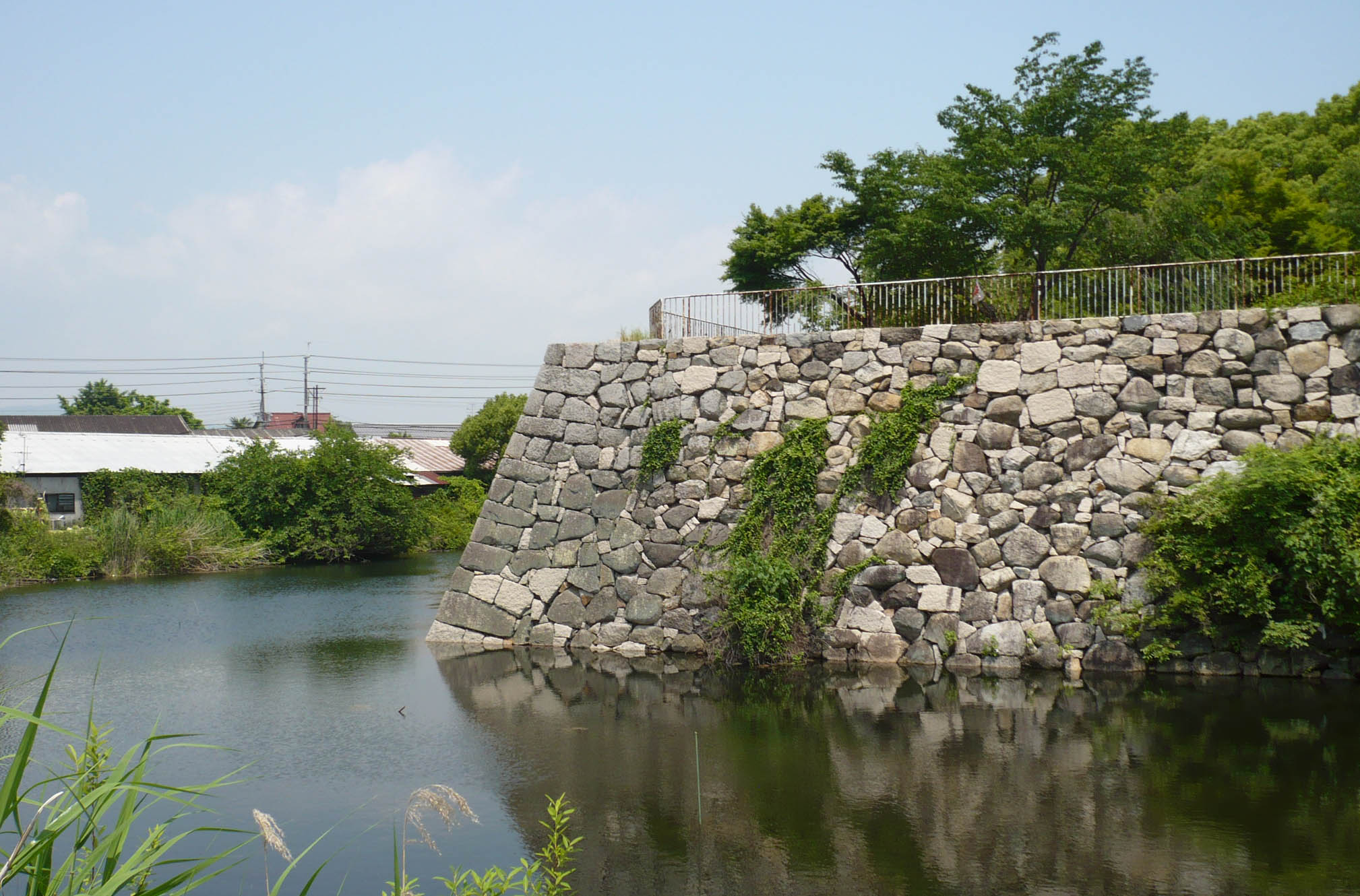
本丸石垣と堀跡

『徳川実紀』によると元和9年（1623年）8月、2代将軍徳川秀忠からの命で松平定綱が淀藩へ所領3万5千石で入部を命じられた。その後『淀下津町記録』によると河村右衛門の屋敷跡に江戸幕府の援助によって築城された。松平定綱は淀城の最初の城主となる。また『淀古今真佐子』によると、廃城となった伏見城の資材を転用、二条城の天守を移築し築かれたと伝えられている。城郭は寛永2年（1625年）にほぼ完成した。翌、寛永3年（1626年）6月には徳川秀忠が、また同年8月には徳川家光が淀城の縄張りを調べに来城したようである。
寛永10年（1633年）に松平定綱は美濃国へ移封され、永井尚政が10万石で入部し城下町の拡張と侍屋敷の造営が行われた。城下は当初池上町と下津町の2町だったが、寛永14年（1637年）から寛永16年（1639年）にかけて、淀城へ向けて北流していた木津川の末端部を西流させる付け替え工事が行われ、新町が加わった。
その後、寛文9年（1669年）には石川憲之、正徳元年（1711年）には戸田光熈、享保2年（1717年）には松平乗邑が6万石で入部した。その松平乗邑も下総国に転じた後は享保8年（1723年）に稲葉正知が10万石で城主となったのち、幕末まで稲葉氏が城主を務めた。宝暦6年（1756年）の落雷により天守や建物の大半が焼失し、徳川幕府は再建に1万両を淀藩に貸し付けたようだが、天守や本丸御殿は再建されなかった。
幕末、旧幕府軍は鳥羽・伏見の戦いに敗北して淀城に籠もろうとするが、淀藩に拒絶された。淀城は大坂城などとともに西国に睨みを利かすために築城されたが、皮肉にも官軍の勝利に一役買うことになった。この時の兵火で淀城の城下町と城内の一部が焼亡してしまった。
淀藩の廃藩に伴い、早くから淀城は廃城となる。淀城東部にあった巨椋池の干拓によって地形が大きくかわり、本丸の一部を除いてすべて破壊された。さらに、本丸南東部を京阪電気鉄道（京阪本線）が貫通するに及び、淀城の消滅は必至となるが、このころになってようやく保存運動が高まり、今日は本丸周辺の整備が進み、開発の手を免れた石垣及び堀が保存されている。
2022年2月28日、京都競馬場の淀寮内にて城跡が発見された。
軟弱地盤に対応するための蝋燭基礎という形でかさ上げする工事された跡や鳥羽伏見の戦いで火災にあった跡が確認された。鳥羽伏見の戦いの貴重な資料となる。

### 歴代城主
| 何代城主 | 初代城主 | 2代城主  | 3代城主  | 4代城主  | 5代城主  | 6代城主  | 7代城主  |
| -------- | -------- | -------- | -------- | -------- | -------- | -------- | -------- |
| 城主名   | 松平定綱 | 永井尚政 | 永井尚征 | 石川憲之 | 石川義孝 | 石川総慶 | 戸田光熈 |
| 何代城主 | 8代城主  | 9代城主  | 10代城主 | 11代城主 | 12代城主 | 13代城主 | 14代城主 |
| 城主名   | 戸田光慈 | 松平乗邑 | 稲葉正知 | 稲葉正任 | 稲葉正恒 | 稲葉正親 | 稲葉正益 |
| 何代城主 | 15代城主 | 16代城主 | 17代城主 | 18代城主 | 19代城主 | 20代城主 | 21代城主 |
| 城主名   | 稲葉正弘 | 稲葉正諶 | 稲葉正備 | 稲葉正発 | 稲葉正守 | 稲葉正誼 | 稲葉正邦 |

## 城郭

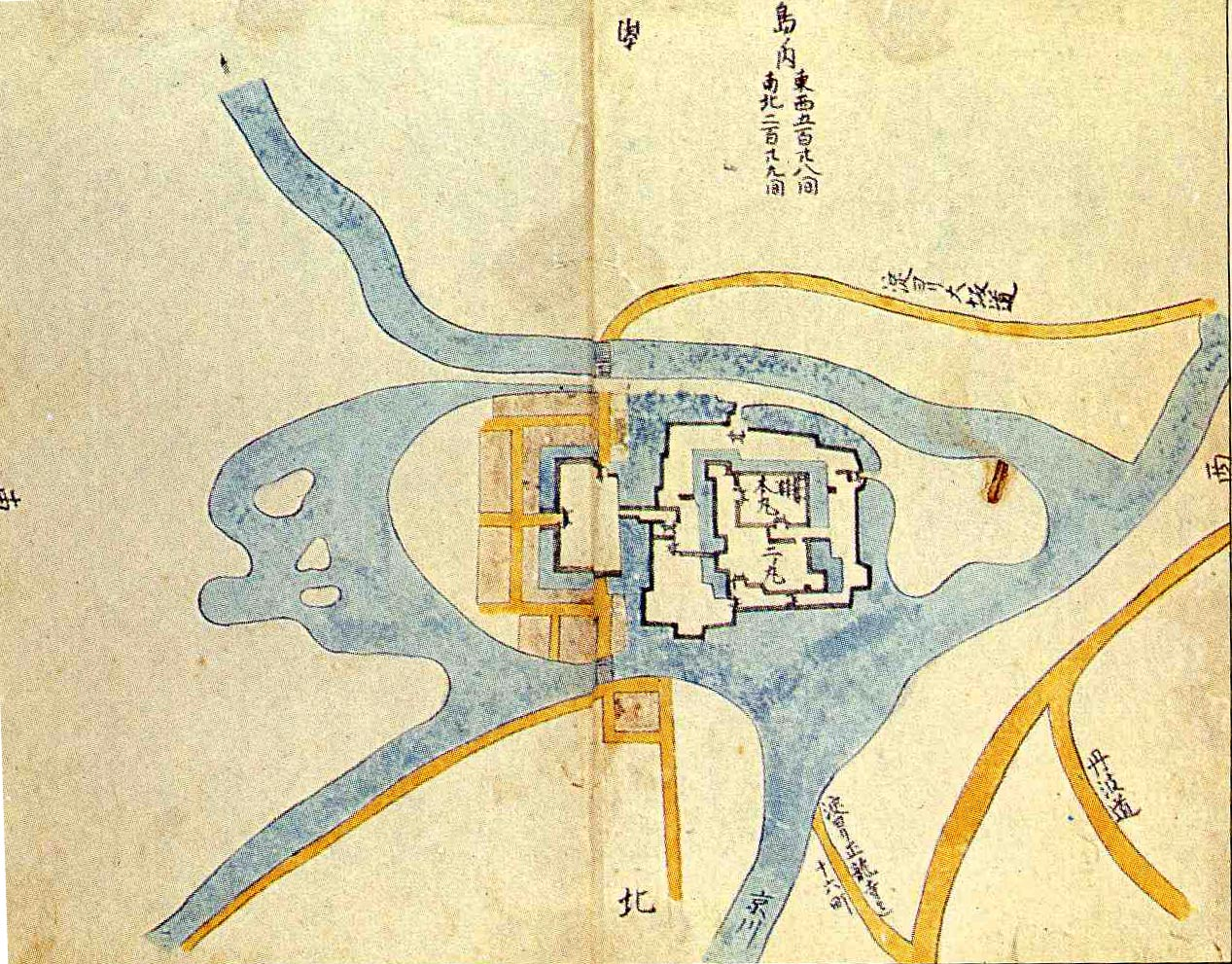
江戸時代中期の淀城縄張図

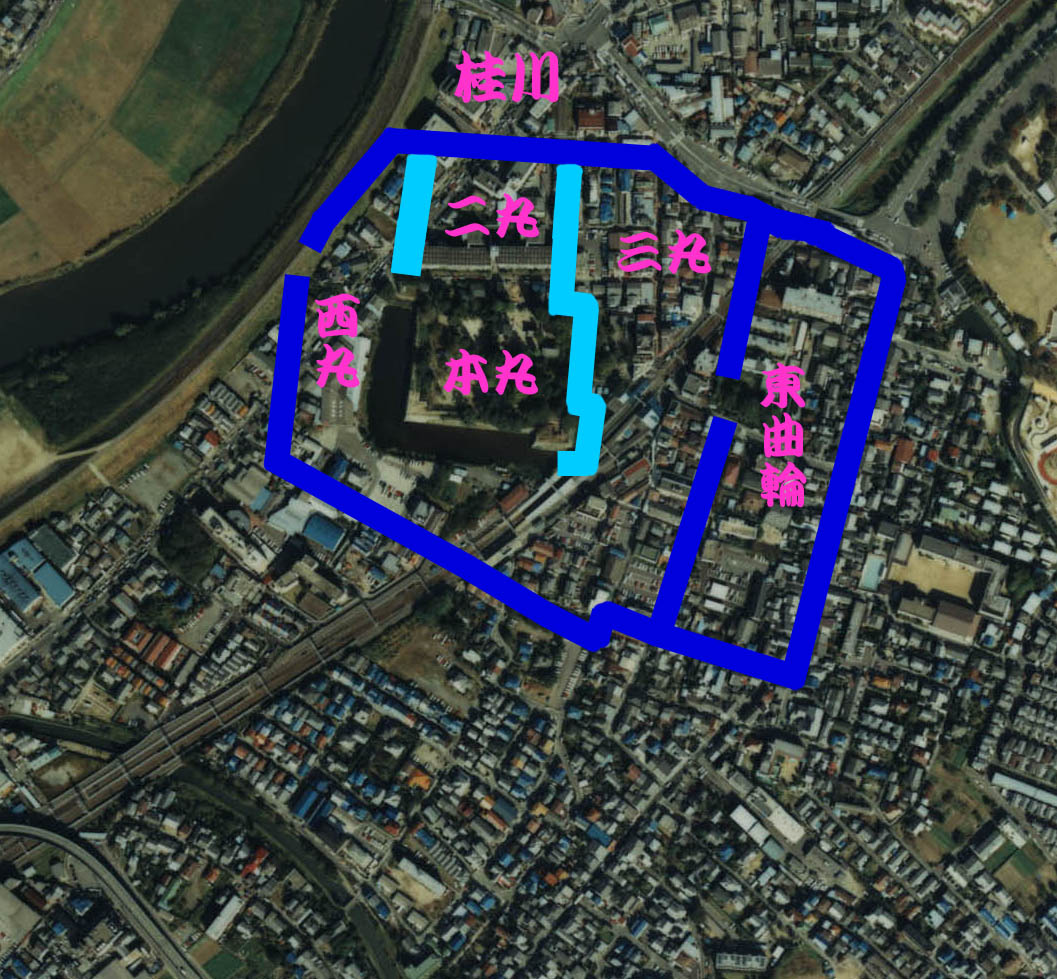
淀城の推定城郭部分/

三川合流地の中州を干拓し、淀三町と呼ばれる城下町を形成している。縄張りは本丸と二の丸を中心とした「回」字形に、三の丸、西の丸、東外には東曲輪が巨大な馬出曲輪が配されていた近世城郭である。築城にあたっては大坂城の縄張りが参考にされ、『天下取り73城』によると堀や門の取り付け方などは、当時の貿易国であったオランダ人からヨーロッパの築城技術が採り入れられたと考えられている。
北の納所地区と南西の美豆地区とは、淀小橋・淀大橋でつながれ、城下町の周囲は三川の水に囲まれ、河中の城であった。城下町を貫通する形で京街道が設定され、淀城大手門はこの京街道に面して設置された。淀城はこの中州の西部を指すが、中州自体が大きな水堀であり、古代中国の都城のような構造を持っていた。
この城の特徴として、淀城の西と北側に直径九間（約16m）の大型水車が2基設けられていた。二の丸の居間や西の丸の園池に水を取り入れていたのに使用されていたと思われている。当時山城国の人々から「淀の川瀬の水車、だれを待つやらくるくると」と歌われた。『都名詞画譜』に描かれた「淀城水車図絵」（明治27年）。

### 櫓と門
淀城は天守以外にも多くの櫓と門があった。木幡山伏見城の廃城による代替として幕府が松平定綱に命じて築かせた。また、本丸には伏見城から殿舎の一部が移築されたとされている。しかし、この殿舎は徳川家光が上洛の際に宿泊したことから、以後城主はこの殿舎に住居を構えるのをはばかり、二の丸に新しい御殿を構えたという逸話が残っている。
|        | 本丸  | 二の丸 | 三の丸 | 西の丸 | 東曲輪 |
| ------ | ----- | ------ | ------ | ------ | ------ |
| 三重櫓 | 4基   | なし   | なし   | なし   | なし   |
| 二重櫓 | 5基   | 2基    | 2基    | なし   | なし   |
| 平櫓   | 6基   | 6基    | 7基    | 3基    | 3基    |
| 門     | 3箇所 | 5箇所  | 6箇所  | 1箇所  | 3箇所  |

- 櫓合計：38基
- 門合計：21棟（上記以外に内高嶋曲輪に2棟設けられていた）

### 天守

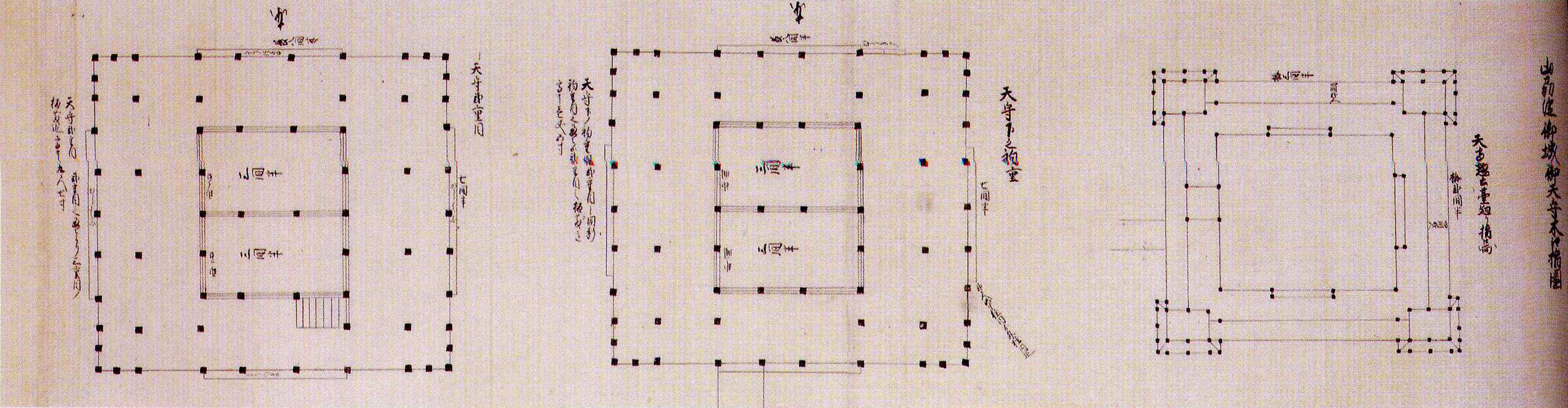
山州淀御錠御天守木口指図上段（個人蔵）

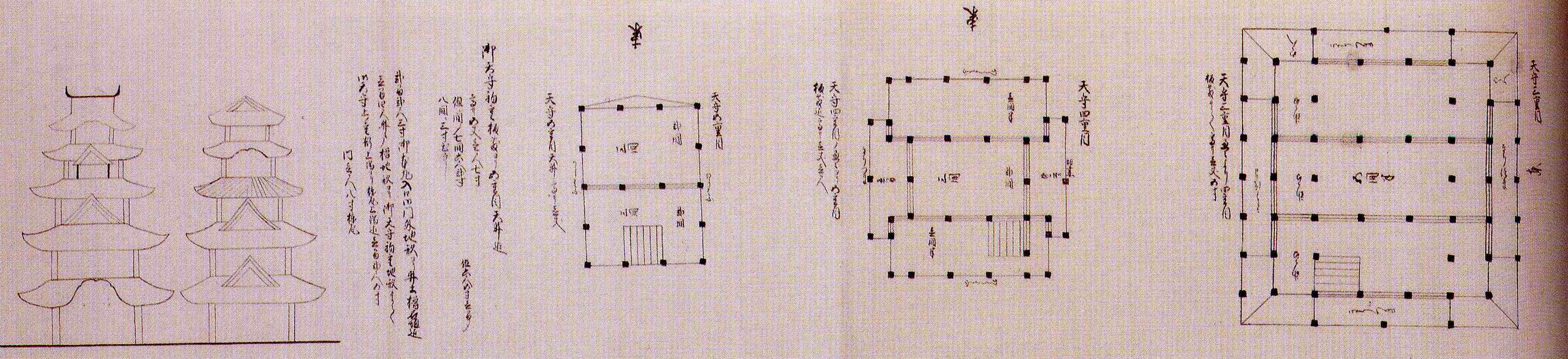
山州淀御錠御天守木口指図下段（個人蔵）

二重の大入母屋屋根の上に三重櫓を乗せた五重五階の望楼型天守で、外壁は白漆喰総塗籠の壁であったと見られている。『山城国淀天守之図』には、入り組んだ破風の天守と隅の張り出した二重櫓を付属する姿が描かれている。

当初は伏見城の天守が移築される計画であり、それに合せて天守台を普請していたが、にわかに変更があって急遽伏見城の天守は二条城に移されて、替わりに二条城の天守が移築されることになった。しかし、二条城の天守は伏見城天守に合わせて築いた淀城の天守台に比べると小ぶりで周囲に余白ができた。その空白を埋めるために四隅に二重櫓を配し、その間を多聞櫓または多聞塀で連結した。この四隅にある櫓は姫路城からの移築であるという伝承もあり、「姫路櫓」と呼ばれていた。

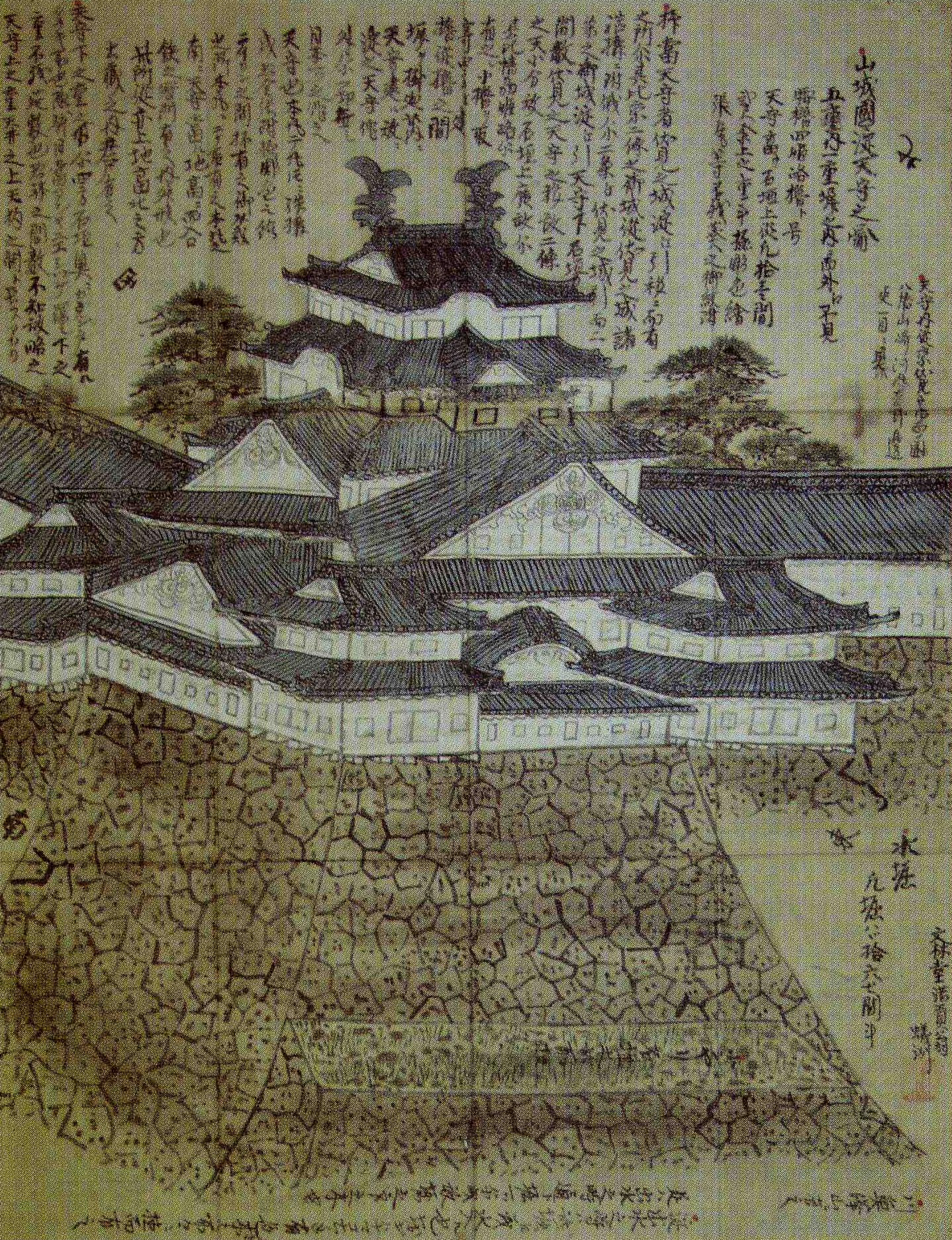
山城国淀天守之図（個人蔵）。東面を正面に描いたものだが、天守は東面ではなく南面が描かれている。
連立式天守の構造
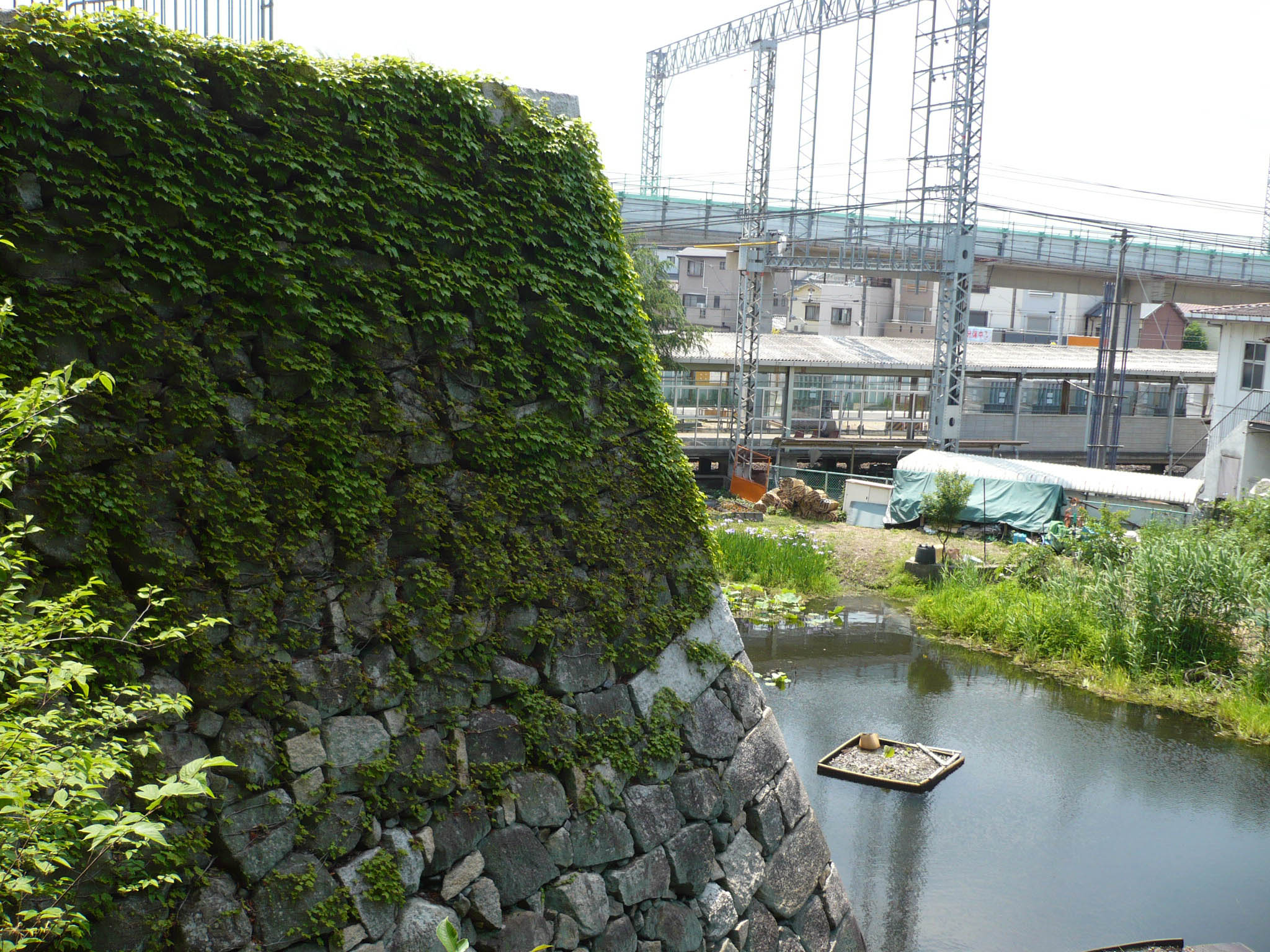
天守台下の石垣と堀跡
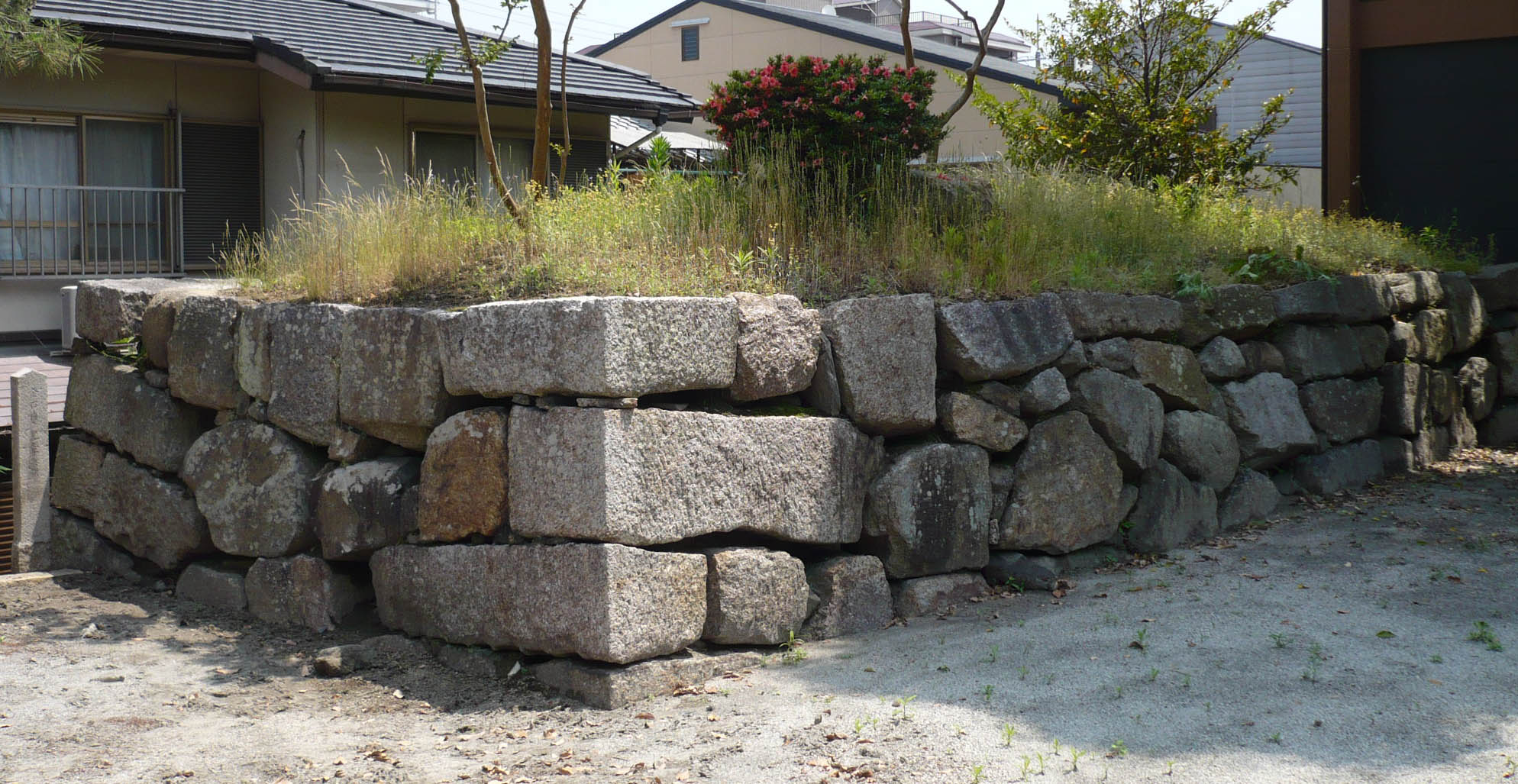
櫓台跡

### 関連構築物
- 淀城縄張図 - 丹波櫓台下の石垣にあり、棟方志功の「松昔嵐」絵図とともに設置[1]されている。

## 淀城跡公園
現在、淀城は城郭に伴う再建造物はないが、本丸や石垣を利用した淀城跡公園が1968年（昭和43年）に開園した。しかし、京阪電気鉄道の淀駅高架化事業に伴い淀城公園も再整備される計画がある。現在の淀城公園は1.7haであるが、これに拡張部分17,000m2を追加し、本丸には実物大の櫓建物や、駐輪場のため埋め立てられていた内堀を復元したり、また淀城のシンボルともなっていた水車も復元される計画となっている。

## 城跡へのアクセス
- 公共交通機関でのアクセス
  - 京阪電気鉄道京阪本線 淀駅　→　徒歩約4分
- 自動車でのアクセス
  - 京滋バイパス　久御山淀IC　→　京都府道15号宇治淀線　→　京都府道126号新町淀停車場線　→　京都府道125号淀停車場線
  - 淀城跡公園に有料駐車場有り